# Roncocreagris cavernicola
Espèce
Synonymes
- Microcreagris cavernicola Vachon, 1946

Roncocreagris cavernicola est une espèce de pseudoscorpions de la famille des Neobisiidae.

## Distribution
Cette espèce est endémique du Centre au Portugal. Elle se rencontre à Abiul dans la grotte Algar sul das Corujeiras et à Santiago da Guarda dans la grotte Algar da Lapa.

## Description
Le mâle mesure 3 mm et la femelle 4 mm. Ce pseudoscorpion troglobie est anophtalme.

## Systématique et taxinomie
Cette espèce a été décrite sous le protonyme Microcreagris cavernicola par Vachon en 1946. Elle est placée dans le genre Roncocreagris par Mahnert en 1976.

## Publication originale
- Vachon, 1946 : Description d'une nouvelle espèce de Pseudoscorpion (Arachnide) habitant les grottes portugaises: Microcreagris cavernicola. Bulletin du Muséum National d'Histoire Naturelle, sér. 2, vol. 18, p. 333-336 (texte intégral).